# Asura atritermina
Asura atritermina är en fjärilsart som beskrevs av George Francis Hampson 1900. Asura atritermina ingår i släktet Asura och familjen björnspinnare. Inga underarter finns listade i Catalogue of Life.